# Atletica leggera ai Giochi della XXIII Olimpiade - 3000 metri piani

Video della Finale

I 3000 metri piani hanno fatto parte del programma femminile di atletica leggera ai Giochi della XXIII Olimpiade. La competizione si è svolta nei giorni 8-10 agosto 1984 al «Memorial Coliseum» di Los Angeles.

## Presenze ed assenze delle campionesse in carica
| Competizione      | Atleta                      | Prestazione                 | Los Angeles 1984            |                             |
| ----------------- | --------------------------- | --------------------------- | --------------------------- | --------------------------- |
| Olimpiadi 1980    | Prima apparizione ai Giochi | Prima apparizione ai Giochi | Prima apparizione ai Giochi | Prima apparizione ai Giochi |
| Commonwealth 1982 | Anne Audain                 | 8'45”53                     | Assente                     |                             |
| Europei 1982      | Svetlana Ulmasova           | 8'30”28                     | URSS assente                |                             |
| Panamericani 1983 | Joan Benoit                 | 9'14”19                     | Maratona                    |                             |
| Africani 1982     | Justina Chepchirchir        | 9'20”30                     | Assente                     |                             |
| Mondiali 1983     | Mary Decker                 | 8'34”62                     | Presente                    |                             |

1. ↑  Per il boicottaggio.

## Turni eliminatori
| 3 Batterie | 8 agosto  | 9 + 10 + 11    | Si qualificano le prime 3 più i tre migliori tempi. |
| Finale     | 10 agosto | 12 concorrenti |                                                     |

## Finale
Stadio «Memorial Coliseum», venerdì 10 agosto.
| Primatista mondiale | 8'26"78 1982 | Svetlana Ulmasova | Assente  |
| Primatista stag.le  | 8'33"57      | Maricica Puică    | Presente |

1. ↑  Per il boicottaggio del suo Paese.

È la prima apparizione della specialità alle Olimpiadi. I 3000 metri sono l'unica corsa del programma femminile, insieme forse ai 100 metri, dove l'atleta migliore al mondo è presente. Mary Decker ha vinto 1500 e 3000 ai mondiali di Helsinki e si presenta a Los Angeles come grande favorita.

In finale c'è gara tattica. In un momento qualsiasi della corsa Mary si trova dietro alla sudafricana (di passaporto britannico) Zola Budd. Cerca un varco, il passaggio non c'è, la Decker inciampa e finisce sul prato. La sua corsa finisce così, tra le lacrime.

Ne approfitta la rumena Maricica Puică che vince la gara e vive il suo momento di gloria.
| Pos | Paese         | Atleta               | Tempo   |
| --- | ------------- | -------------------- | ------- |
|     | Romania       | Maricica Puică       | 8'35”96 |
|     | Gran Bretagna | Wendy Sly            | 8'39”47 |
|     | Canada        | Lynn Kanuka-Williams | 8'42”14 |